# Eucereon dognini
Eucereon dognini là một loài bướm đêm thuộc phân họ Arctiinae, họ Erebidae.